# Thrizen Leader
Thrizen Leader (sinh ngày 3 tháng 7 năm 1984) là một cầu thủ bóng đá người Saint Kitts và Nevis thi đấu cho St. Paul's United, ở vị trí hậu vệ.

## Sự nghiệp
Leader từng thi đấu bóng đá cho St. Paul's United và Alpha United.
Anh ra mắt quốc tế cho Saint Kitts và Nevis năm 2004.